# Greenville Triumph
Der Greenville Triumph Soccer Club, kurz Greenville Triumph, ist ein US-amerikanisches Fußball-Franchise der USL League One aus Greenville, South Carolina.

## Geschichte
Während der Vorbereitung zur Gründung einer weiteren Liga durch die United Soccer Leagues besuchte im April 2017 deren Vize-Präsident Steven Short die Stadt Greenville und gab auf einer Pressekonferenz bekannt, dass die Stadt ein potenzieller Kandidat für die neue Liga sei.
Am 13. März 2018 erhielt Greenville offiziell den Zuschlag für ein Franchise der USL D3, die später als USL League One benannte Liga. Als Besitzer fungiert der lokale Unternehmer Joe Erwin. Der Name Greenville Triumph, sowie das Logo, wurden am 9. August 2018 veröffentlicht. Ende August wurde der ehemalige Nationalspieler John Harkes als erster Trainer vorgestellt.
Am 8. Juni 2021 gab GTSC bekannt, dass sie ab 2022 eine Frauenmannschaft aufstellen werden, um in der neuen USL W League anzutreten.
Am 28. Januar 2022 gaben die Verantwortlichen des GTSC bekannt, dass sie sich nach zweijähriger Suche nach einem neuen Stadionstandort für ein 2,4 Hektar großes Gelände in Mauldin, South Carolina, an der BridgeWay Station entschieden hatten. Das geplante Stadion soll 8.100 Sitzplätze bieten und als Mehrzwecksportstätte dienen. Sofern die Bezirksverwaltung dem Stadion zustimmt, wird das Projekt voraussichtlich bis zur Eröffnung der Saison 2023 abgeschlossen sein. Dieser ursprüngliche Vorschlag wurde vom Finanzausschuss des Greenville County Council abgelehnt.
Am 30. Oktober 2024 gab das Team nach zweijähriger Verzögerung bekannt, dass die Pläne für ein Stadion mit 10.000 Sitzplätzen (erweitert von den zuvor geplanten 8.100 Sitzplätzen) in Mauldin an der BridgeWay Station voranschreiten würden. Die Mehrzweckhalle wird sowohl den Triumph als auch die Greenville Liberty beherbergen. Die Fertigstellung ist für 2026 geplant, die geschätzten Kosten liegen bei 80 bis 100 Millionen US-Dollar.

## Statistik

### Saisonstatistik
| Jahr | Ligenstufe | Liga           | Reg. Season | Playoffs | U.S. Open Cup | Zuschauerschnitt |
| ---- | ---------- | -------------- | ----------- | -------- | ------------- | ---------------- |
| 2019 | 3          | USL League One |             |          |               |                  |